# Хесс, Майра
Дама Джулия Ма́йра Хесс DBE (англ. Julia Myra Hess; 25 февраля 1890, Лондон — 25 ноября 1965, там же) — британская пианистка, музыкально-общественный деятель.

## Биография
Обучаться игре на фортепиано начала с пяти лет, училась у Джулиана Паскаля и Орландо Моргана в Гилдхоллской школе музыки и театра, затем — в Королевской академии музыки у Тобиаса Маттея. Впервые выступила на публике в 1907 году, исполнив в Лондоне Четвёртый концерт Бетховена и Четвёртый концерт Сен-Санса с оркестром под управлением Томаса Бичема. Год спустя состоялся дебют пианистки на «Променад-концертах». В последующие годы сформировались её ансамбли со скрипачами Фрицем Крейслером, Йозефом Сигети, певицами Нелли Мелба и Лоттой Леман, с которыми неоднократно выступала в Великобритании.
Крупный международный успех пришёл к Хесс после исполнения фортепианного концерта Роберта Шумана в Нидерландах в 1912 году под управлением Виллема Менгельберга, и уже к началу 1920-х годов количество её концертов в Европе достигло сотни в год. В 1922 году она впервые выступила в США, где также была одобрительно встречена критиками и публикой.
С началом Второй мировой войны, когда все концертные залы в Лондоне были закрыты, Хесс начала выступать со знаменитыми «Обеденными концертами» в Национальной галерее. В общей сложности пианистка дала во время войны 146 концертов, которые всегда проходили при полных аншлагах. За время Второй мировой войны, Майра организовала около 1700 концертов в Национальной галереи, в которых приняло участие более 100 исполнителей. После войны Хесс возобновила концертную деятельность, в частности, в США, где в Карнеги-холле с 1946 по 1954 годы сыграла четырнадцать сольных концертов. Последнее публичное выступление пианистки состоялось в 1960 году, после чего из-за инфаркта она практически не вела музыкальной деятельности.
В 1941 году Хесс была посвящена в Командоры Ордена Британской империи.
Умерла в 1965 году. Прах развеян на территории крематория Голдерс-Грин.

## Творчество
Репертуар Хесс был весьма обширен, основную его часть составляли сочинения венских классиков, среди которых выделяются Четвёртый концерт Бетховена, три последних сонаты того же автора и многочисленные фортепианные концерты Моцарта, а также хоралы Баха в собственном переложении для фортепиано. Пианистка не любила делать записи, говоря «Когда я слушаю, как я играю, у меня такое впечатление, будто присутствую на собственных похоронах», однако несколько компакт-дисков в её исполнении, тем не менее, существуют.